# Юханссон, Рикард
Рикард Юханссон (швед. Richard Johansson; 18 июня 1882 года, Евле, Швеция — 24 июля 1952 года, там же) — фигурист из Швеции, серебряный призёр Олимпиады 1908 года, четырёхкратный чемпион Швеции 1904, 1908—1912 годов в мужском одиночном катании. Выступал также в парном катании — стал бронзовым призёром чемпионата мира 1909 года в паре с Гертрудой Стрём.

## Спортивные достижения

### Мужское одиночное катание
| Соревнования/Сезоны     | 1904 | 1905 | 1906 | 1907 | 1908 | 1909 | 1910 | 1911 | 1912 | 1913 | 1914 |
| ----------------------- | ---- | ---- | ---- | ---- | ---- | ---- | ---- | ---- | ---- | ---- | ---- |
| Зимние Олимпийские игры |      |      |      |      | 2    |      |      |      |      |      |      |
| Чемпионаты мира         |      | 4    |      |      |      | 4    |      | 5    |      |      | 9    |
| Чемпионаты Европы       |      |      |      |      |      |      |      |      |      | 5    |      |
| Чемпионаты Швеции       | 1    |      | 3    | 2    | 1    | 1    | 1    |      |      |      |      |

### Парное катание
(с Гертрудой Стрём)
| Соревнования/Сезоны | 1909 |
| ------------------- | ---- |
| Чемпионаты мира     | 3    |